# Gravatar
Gravatar（グラバター）は、サイトを越えて利用できるアバターを作成できるサービス。トム・プレストン・ワーナーが開発した。2007年にAutomatticが買収し、ブログのプラットフォームであるWordPress.comに統合されている。 

## 概要
ユーザーはメールアドレスでGravatarにユーザー登録し、メールアドレスに連携したデジタルアバターをアップロードできるほか、主なブログアプリでGravatarのプラグインを利用できる。ブログにコメントを投稿すると登録されたメールアドレスに関連付けられたアバターをGravatarで検索し、もし存在すればコメントと共にそのアバターが表示される。
WordPressはバージョン2.5から、ウェブベースのプロジェクト管理アプリRedmineはバージョン0.8から、ネイティブでGravatarに対応している。また、DrupalやMODXといったウェブベースのコンテンツ管理システムで利用できるサードパーティ製のGravatarモジュールも存在する。
アバターの画像は最大で横2048ピクセルで、正方形のみに対応し、表示サイズのデフォルトは80x80ピクセルとなっている。もしアップロードしたアバターのサイズが異なる場合は適度に拡大縮小される。Gravatarは映画業界のMPAAに準じた年齢制限のレイティングシステムを採用しており、ウェブマスターはウェブサイトに表示するアバターを任意のレベルで制限できる。
ウェブマスターは、ユーザーがGravatarに登録していない場合、Identiconと呼ばれるIDから自動生成したユニークなアバターを自動的に表示するように設定できる。
GravatarのWebサーバーは、メールアドレスから生成したMD5のハッシュ値を含む特定のURLにアクセスすると対応したアバターを返す。しかし、この手法は辞書攻撃やレインボーテーブルといった攻撃に対して脆弱であることが分かっている。実際にあった例として、あるフォーラムではユーザーの10%以上がフォーラムで表示されるユーザー名とGravatarに送られるURLからメールアドレスを特定することが可能だった。 

## メタデータ
ユーザーのプロファイルはhCard、JSON、XML、PHP、vCardなどのさまざまな規格に対応しており、QRコードで入出力できる。生データ形式 (JSON, XML, PHP) はPortable Contacts仕様に準じている。

## 歴史
当初、Gravatarのサービスは長い間放置されていた。急にGravatarの人気が高まり、多くの帯域幅が必要になったため、急遽新バージョンの開発に取りかかった。2007年2月16日にGravatar 2.0がリリースされた。サーバースクリプトが改善され、インターネットの別の場所にすでに保存されている画像をトリミングして使用できるような機能も密かに追加されたほか、アカウントごとに2つのアバターを持つことができるようになり、アバターの切り替えが容易になった。新たにスタートしたGravatar Premiumサービスでは、メールアドレスを無制限に登録できた。 
2007年6月11日には、Gravatar 2.0がリリースされてからユーザーが32,000人増えたことを、トム・プレストン・ワーナーが発表した。
2007年10月18日にはAutomatticがGravatarを買収し、これまでの有料サービスがすべて無料化されてレスポンス速度が向上し、無料化の直前に料金を支払ったユーザーに返金した。
2010年12月2日には、マット・マレンウェッグがThe Big Web ShowでGravatarが1日に約200億枚のアバターを表示していることを明らかにした。